# Disfunkcija Oddijevog sfinktera
Disfunkcija Oddijevog sfinktera je naziv za više poremećaja Oddijevog sfinktera koji uzrokuju opstrukciju gl. žučovoda i/ili vodova gušterače.
Dvije glavne skupine poremećaja funkcije Oddijevog sfniktera su:
- Stenoza Oddijevog sfinktera
- Diskinezija Oddijevog sfinktera

Stenoza Oddijevog sfinktera je suženje sfinktera što može nastati kao posljedica kronične upale, prolaska žučnih kamenaca, ozljede ili adenomioze.
Diskinezija Oddijevog sfinktera je funkcionalni poremećaj kod kojeg dolazi do povremene opstrukcije prolazi žuči ili pankreatičnog sadržaja, do sada nepotpuno objašnjena uzroka. 
Poremećaj se može manifestirati bolovima u trbuhu, prolaznim smetnjama lučenja žuči ili epizodama upale gušterače.
U liječenju ovog poremećaja od lijekova mogu koristiti lijekovi iz skupina blokatora kalcijevih kanala, nitrata, ursodeoksikolna kiselina, a pomoći može i endoskopska ili kirurška sfinkterektomija (rezanje mišićnih niti Oddijevog sfinktera i širenje otvora).
|  | Molimo pročitajte upozorenje o korištenju medicinskih informacija. Ne provodite liječenje bez savjetovanja s liječnikom! |